# Kane (Comic)
Kane ist ein 1988 erschienener frankobelgischer Comic. 

## Handlung
Kane sitzt in einem Saloon, als ihm ein Fremder eine halbnackte Squaw im Tausch für seine Winchester anbietet. Da er ablehnt, kommt es zu einer Auseinandersetzung, in der der Fremde den Tod findet. Die stumme Indianerin läuft ihm nun nach, was ihn nötigt, sie vor dem Verdursten und vor einem Siedlertreck zu retten. Durch einige Indianer erfährt Kane, dass sie die entführte Frau des Häuptlings Cavaro ist. Er wird vom Häuptling gestellt, in der Wüste gefesselt zurückgelassen und von einer Klapperschlange gebissen. Nun rettet ihm die junge Indianerin das Leben, indem sie ihm den vergifteten Unterarm abtrennt. Wieder zu Kräften gekommen, befreit er die Squaw und reitet mit ihr davon.

## Hintergrund
Der Grafiker Celâl Kandemiroğlu, der das Werk unter seinem Vornamen Celâl signierte, schrieb und zeichnete mit diesem Western seinen ersten albenlangen Comic. Die 46 Seiten lange Geschichte gab Vents d’Ouest 1988 unter dem Titel La mort à mains nues heraus. Eine deutsche Übersetzung erschien unter dem Episodentitel Der einarmige Spieler bei Feest. Probleme mit dem Herausgeber verhinderten eine Fortsetzung.